# Artes figurativas

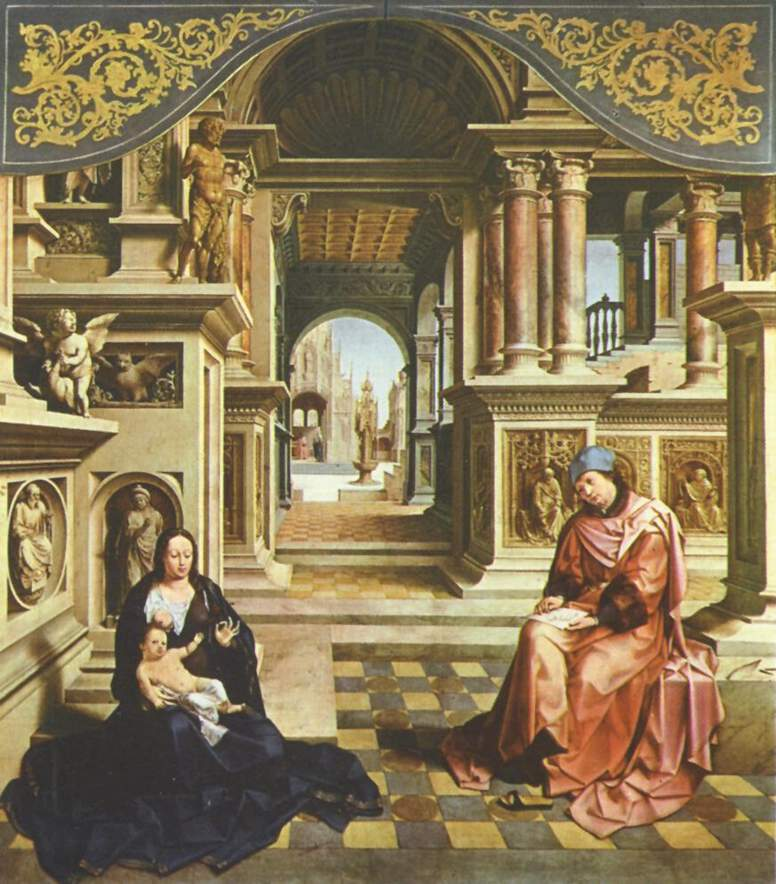
San Lucas, patrón de los pintores, toma un apunte del natural frente a su modelo, la Virgen que amamanta al Niño Jesús, en un entorno arquitectónico lleno de esculturas. Jan Gossaert, 1520.

Artes figurativas es un concepto y clasificación muy utilizado en la bibliografía sobre arte, que se refiere a la relación o identificación de sus formas con el concepto de figura; se entiende esta como representación de la naturaleza o como su imitación (mimesis en griego). Son artes figurativas las que tienen un mayor componente icónico en sus producciones.
Muy habitualmente, el término se utiliza de forma intercambiable con el de artes visuales; pero no coinciden con exactitud, dado que entre las artes visuales son especialmente dos: la pintura y la escultura, las que suelen entenderse como figurativas, puesto que la arquitectura tiene un componente figurativo menos evidente (aunque también existan en ella, explícita o implícitamente, recursos figurativos, como la evocación de los materiales de construcción que se usaron inicialmente en cada uno de los elementos arquitectónicos o la interpretación analógica de sus formas -por ejemplo, la de la fachada de la casa como rostro, las ventanas como ojos, la puerta como boca-).
Todas ellas (pintura, escultura y arquitectura) se incluyen tradicionalmente entre las denominadas bellas artes o artes mayores. También pueden identificarse con la denominación aristotélica de artes imitativas (Poética).

## Arte figurativo
No debe confundirse la expresión "artes figurativas" con la expresión "arte figurativo". Dentro de la pintura y la escultura; y atendiendo esencialmente a la forma de representación, el arte figurativo es un concepto que se utiliza por contraposición al concepto de arte abstracto, ambos en relación con la identificación o no de las formas utilizadas con figuras.